# 스릅스카 공화국 (1992년~1995년)
스릅스카 공화국(세르비아어: Република Српска 레푸블리카 스르프스카, 발음 [repǔblika sr̩̂pskaː] ( 듣기))은 보스니아 전쟁 시기 스릅스카 공화국군이 통제한 지역에 수립된 동남유럽의 자칭 국가이다. 스스로를 주권국이라 주장했지만 제네바 협정에서 (스릅스카 공화국도 명목상 영토로 인정받은) 보스니아 정부, 유엔, 세르비아 몬테네그로가 부분적으로만 이를 인정했다. 수립 후 첫 6개월간은 보스니아 헤르체고비나 세르브인 공화국(세르비아어: Српска Република Босна и Херцеговина)이라고 불렀다.
1995년 이후에는 스릅스카 공화국이 보스니아 헤르체고비나를 구성하는 두 정치체 중 하나로 인정받았다. 1995년 이후 스릅스카 공화국의 국경은 데이턴 협정에 따라 당시 전선 상황과 현장에 따라 몇 가지 협상을 통해 조정되었다. 따라서 스릅스카 공화국은 어떠한 역사적인 선례도 없이 보스니아 전쟁을 통해서 처음으로 구축된 정치체이다. 스릅스카 공화국의 영토는 보스니아 헤르체고비나의 수많은 역사지리적 지역을 관통하지만 현대 스릅스카 공화국의 경우(위에서 언급한 내부 지자체 경계(IEBL)의 특성으로 전체적으로는 거의 포함되지 않는다. 마찬가지로 과거에는 보스니아 헤르체고비나 내 다양한 정치체가 존재했지만 지역 내에 온전히 존재한 정치체는 거의 없었다.

## 역사

### 수립

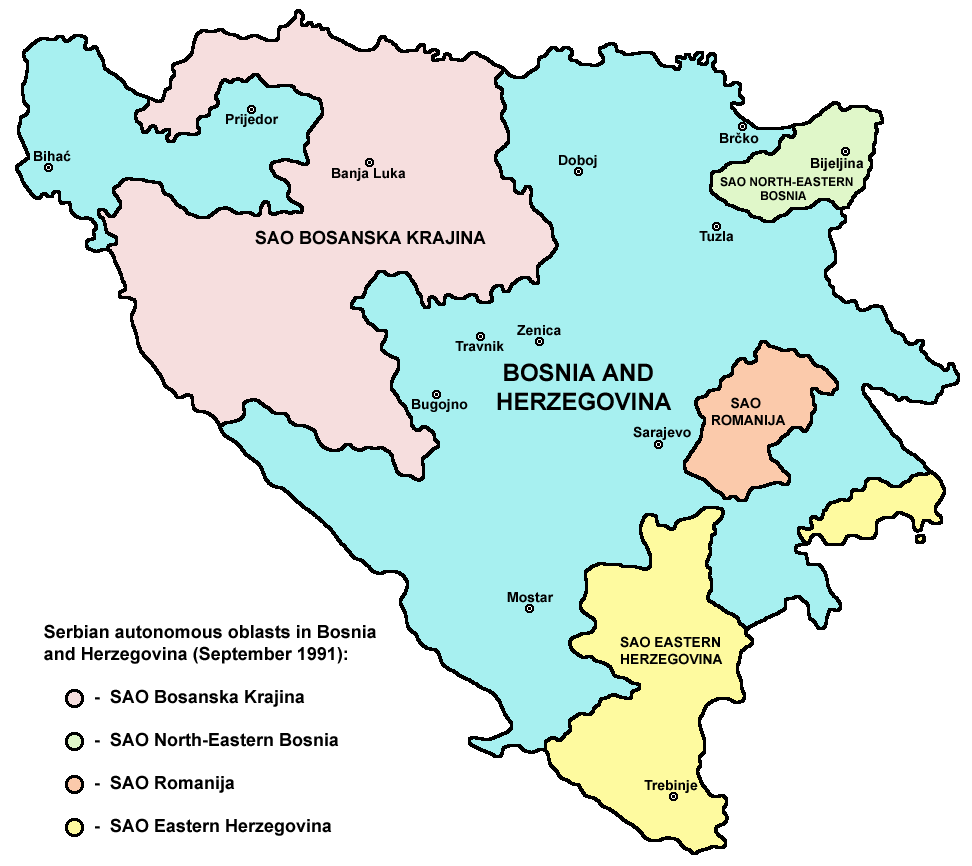
1991년과 1992년의 보스니아 헤르체고비나 내 세르브인 자치주

보스니아 헤르체고비나의 세르브인 주요 정치 및 민족 단체와 기관 대표는 1990년 10월 13일 바냐루카에서 만나 세르브인의 협의체 및 대표 정치 기구인 보스니아 헤르체고비나 "세르브인 민족 평의회"를 설립했다. 유고슬라비아 사회주의 연방공화국 사라예보의 보스니아 헤르체고비나 사회주의 공화국 의회가 1991년 10월 15일 보스니아 세르브인 의원들이 반대하는 '주권 각서'를 통과한 후 보스니아 헤르체고비나의 여당 연합은 붕괴했다. 보스니아 세르브인 대표가 퇴장한 후 각서가 채택되었다. 각서는 공화국이 주권 독립 국가임을 선언하고 "크로아티아와 세르비아를 모두 포함하지 않는 장래 유고슬라비아 공동체에 대한 어떠한 헌법적 해결책"도 거부했다. 이에 대응하여 1991년 10월 24일 세르브인 민주당(SDS)은 보스니아 헤르체고비나 세르브인 인민 의회를 보스니아 헤르체고비나 세르브인 대표 기구로 결성하고 세르브인 인민이 유고슬라비아에 남기를 원한다고 선언했다. 보스니아 세르브인은 당시 보스니아 헤르체고비나 헌법이 세 측 모두의 만장일치 합의 없이 주요 변경을 허용하지 않는다고 규정했기 때문에 이것이 필수적인 조치라고 주장했다. 알리야 이제트베고비치가 이끄는 민주행동당(SDA)은 독립을 추진하기로 결정했고 유럽과 미국으로부터 지지를 받았다. SDS는 독립이 선언될 경우 세르브인은 자결권을 행사할 권리로서 연방에 탈퇴할 것임을 분명히 했다.
1991년 가을, SDS는 세르브인이 다수를 이루는 지역에 "세르브인 자치주"(SAOs)를 설립했는데 여기에는 동부 및 구 헤르체고비나 세르브인 자치주, 보산스카크라이나 세르브인 자치주, 로마니야 세르브인 자치주, 북동보스니아 세르브인 자치주가 있다. 이 지역은 보스니아 지자체의 거의 3분의 1과 세르브인 인구의 약 45%를 차지했다. 보스니아 크로아트인도 비슷한 조치를 취했다. 유고슬라비아에 남을 것인지 시민들에게 물었던 보스니아 세르브인 국민투표가 1991년 11월 9일과 10일에 실시되었고, 투표 결과 유고슬라비아 잔류에 찬성하는 결과가 나왔다. 보스니아 헤르체고비나의 의회 정부 (보슈냐크인 및 크로아티아인 다수)는 이 국민투표가 불법이라고 주장했지만, 보스니아 세르브인 의회는 그 결과를 인정했다. 1991년 11월 21일, 의회는 세르브인 국적 인구의 50% 이상이 공동 유고슬라비아 국가에 남는 것에 찬성 투표한 모든 지자체, 지역 사회, 인구 밀집 지역은 연방 유고슬라비아 국가의 영토가 될 것이라고 선포했다.
1992년 1월 9일, 보스니아 세르브인 의회는 보스니아 헤르체고비나 세르브인 인민 공화국 선포에 관한 선언을 채택했다. 1992년 2월 28일 보스니아 헤르체고비나 세르브인 공화국(슬로베니아어: Srpska Republika Bosna i Hercegovina / Српска Република Босна и Херцеговина) 헌법이 채택되었으며, 이 국가는 세르브인 자치주, 각 지자체, 그리고 보스니아 헤르체고비나의 다른 세르브인 민족체(여기에는 "제2차 세계 대전 중 이들에 대해 자행된 집단학살로 인해 세르브인 인민이 소수로 남게 된 장소"로 선언한 지역 포함)를 영토로 포함하며, 연방인 유고슬라비아의 일부임을 선언했다.
1992년 2월 29일부터 3월 2일까지 보스니아 헤르체고비나는 보스니아 세르브인들이 보이콧한 독립 국민투표를 실시했는데, 99.7%가 찬성했다. 1992년 4월 6일 유럽 연합은 보스니아 헤르체고비나의 독립을 공식적으로 인정했다. 보스니아 헤르체고비나 세르브인 공화국은 1992년 4월 7일 독립을 선언했다. 1992년 8월 12일 국명에서 보스니아 헤르체고비나에 대한 언급이 삭제되어 단순히 스릅스카 공화국이 되었다.
유고슬라비아의 붕괴 시기 스릅스카의 대통령 라도반 카라지치는 스릅스카가 유고슬라비아 내에서 세르비아와 함께 연방에 있기를 원하지 않으며, 스릅스카가 세르비아에 직접 통합되어야 한다고 선언했다.

### 보스니아 전쟁

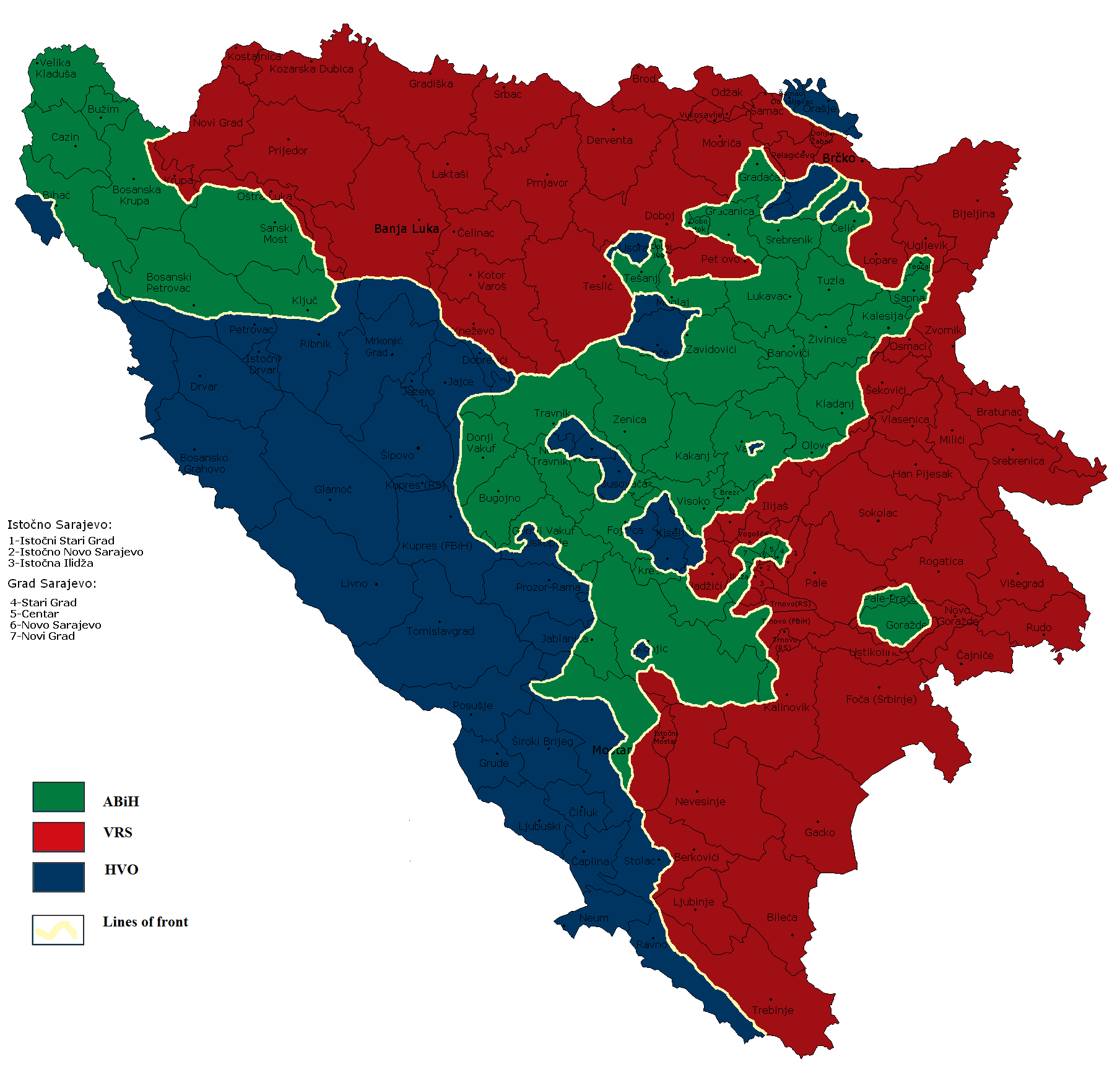
데이턴 협정 이전의 보스니아 전쟁 전선
보스니아 헤르체고비나 공화국군
스릅스카 공화국군
크로아티아 방위평의회

1992년 5월 12일, 보스니아 세르브인 의회 회의에서 라도반 카라지치는 보스니아 헤르체고비나 세르브인 인민의 여섯 가지 "전략적 목표"를 발표했다.
1. 다른 두 민족 공동체로부터 세르브인 인민을 분리하는 국경 설정.
2. 셈베리야와 보산스카크라이나 사이의 회랑 설정.
3. 드리나강 계곡에 회랑 설정, 즉 드리나강을 세르비아 국가를 분리하는 국경으로 제거.
4. 우나강과 네레트바강에 국경 설정.
5. 사라예보 시를 세르브인 지역과 보슈냐크인 지역으로 분할하고 양쪽에 실효적인 국가 기관 설립.
6. 아드리아해로의 접근 확보.

같은 회의에서 보스니아 세르브인 의회는 스릅스카 공화국군(VRS; Vojska Republike Srpske) 창설을 결의하고, 유고슬라비아 연방군의 제2군사지구 사령관인 라트코 믈라디치를 VRS 총참모부 사령관으로 임명했다. 1992년 5월 말, 보스니아 헤르체고비나에서 유고슬라비아군이 철수한 후 제2군사지구는 사실상 VRS 총참모부로 전환되었다. 새로운 군대는 즉시 군사적 수단을 통해 보스니아 헤르체고비나 세르브인 인민의 여섯 가지 "전략적 목표"를 달성하기 시작했다 (이 목표들은 1992년 11월 19일 믈라디치 장군이 발행한 작전 지침에 의해 재확인되었다).
VRS는 보스니아 전쟁 동안 스릅스카 공화국의 국경을 확장하고 방어했다. 1993년까지 스릅스카 공화국은 보스니아 헤르체고비나 영토의 약 70%를 통제했으며, 1995년 최종 합의인 데이턴 협정에서 스릅스카 공화국은 영토의 49%를 통제하는 것으로 할당받았다.
1993년과 1994년에 스릅스카 공화국 정부는 세르비아 연합 공화국 창설을 시도했다.

#### 전쟁 범죄
전쟁 초기부터 VRS(스릅스카 공화국군)와 스릅스카 공화국 정치 지도부는 전쟁 범죄, 인도에 반한 죄, 집단학살, 비세르브인 시민의 민족 청소, 강제 수용소(그 외에 집중 수용소 및 포로 수용소로도 불림) 설치 및 운영, 보스니아 헤르체고비나의 문화 및 역사 유산 파괴 혐의를 받아왔다. 이러한 가장 심각한 범죄 중에는 1995년 스레브레니차 집단학살이 있었는데 약 8,000명의 보슈냐크인 남성과 소년들이 VRS에게 체계적으로 처형되었으며, 12,000명의 민간인 사상자를 일으킨 장기간의 사라예보 포위전도 있다.
기밀 해제되어 언론에 유출된 CIA의 보고서에 따르면, 보스니아 세르브인이 최초로 잔혹 행위를 저질렀고, 전쟁 범죄의 90%를 저질렀으며, "자신의 영토에서 다른 민족집단의 모든 흔적을 제거하려는" 체계적인 시도를 한 유일한 당사자였다고 주장했다. 민족 청소는 스릅스카 공화국과 보스니아 헤르체고비나의 인구통계학적 지형을 극적으로 변화시켰다.
많은 스릅스카 공화국 관료도 구금수용소 설치 및 운영 혐의로 기소되었는데, 특히 오마르스카, 만야차, 케라테름, 우잠니차 및 트르노폴레에 수천 명의 구금자가 수용되었다. 두슈코 타디치는 코자라츠의 전 SDS 지도자이자 프리예도르 지구 공격을 지원하는 준군사 부대 전 일원이었으며, 구유고슬라비아 국제형사재판소(ICTY)에서 오마르스카, 트르노폴레 및 케라테름 구금 캠프에서 저지른 인도에 반한 죄, 제네바 협약의 중대한 위반, 전쟁 관습 위반 혐의로 유죄 판결을 받았다. 오마르스카 지역에서는 이러한 구금 시설과 관련하여 약 500명이 사망했음을 확인했다.
보스니아 헤르체고비나 영토 내 전쟁 범죄 기록을 위한 국가위원회 조사 결과에 따르면 보스니아 전쟁 기간 VRS와 스릅스카 공화국의 기타 신원 미상 개인의 소행으로 68.67% 또는 789개의 이슬람 모스크가 파괴되거나 손상되었다. 파괴된 모스크의 대부분은 보스니아 헤르체고비나 국가 기념물로 분류되었으며, 일부는 주로 15세기에서 17세기 사이에 지어졌으며 유네스코 세계 유산으로 등재된 모스크도 있었다. 같은 지역의 많은 가톨릭 교회도 특히 1995년에 파괴되거나 손상되었다.
종교적 기념물 외에도 사라예보의 국립 도서관과 같은 많은 세속적 중요 건물도 VRS 군대의 공격으로 심각하게 손상되거나 파괴되었다. 도서관은 1992년 사라예보 포위전 중 사라예보 주변의 VRS 진지에서의 포격으로 불에 탔다.
국가 유산 파괴 책임자들은 아직 발견되거나 기소되지 않았지만, 국제 인권 기구는 "보스니아 세르브계 정부가 보슈냐크와 크로아티아 문화 및 종교 기관을 파괴하라는 명령을 내리거나 이를 조직하거나 용인했다"고 널리 보고했다. 페르하디야 모스크 사건(보스니아 헤르체고비나 이슬람 공동체 대 스릅스카 공화국)과 같은 다른 사례에서는 "바냐루카 정부가 종교 및 민족적 기원을 기반으로 한 무슬림에 대한 차별에 적극적으로 가담하거나 적어도 소극적으로 용인했다"는 사실이 밝혀졌으며, "[...] 세르브 정부[스릅스카 공화국]는 차별 없이 종교의 자유를 존중하고 보장해야 하는 인권 협약 상의 의무를 이행하지 못했다"는 사실도 밝혀졌다. 지역 치안판사는 보스니아 세르브인이 통제하는 도시인 바냐루카 정부가 1992년~1995년 보스니아 전쟁 기간 파괴된 16개의 지역 모스크에 대해 이슬람 공동체에 4,200만 달러를 지불해야 한다고 판결했다.
검찰은 스레브레니차에서 집단학살이 자행되었고 라디슬라브 크르스티치 장군 등 다른 인물이 이에 대해 개개인의 책임이 있음을 입증했습니다.
1993년 유엔 안전 보장 이사회는 1991년 이후 전 유고슬라비아 영토 내에서 국제 인도법에 대한 중대한 위반 행위에 책임이 있다고 밝혀진 인물을 재판에 회부하기 위해 헤이그에 구유고슬라비아 국제형사재판소(ICTY)를 설립했다. 1995년 7월 24일 헤이그 재판소는 라도반 카라지치와 라트코 믈라디치를 집단학살 및 인도에 반한 죄 혐의로 기소했다. 1995년 11월 14일, 두 사람 모두 스레브레니차 집단학살과 관련된 혐의로 다시 기소되었다. 2001년 8월 2일, 헤이그 재판소는 스레브레니차 집단학살 당시 VRS 드리나 군단 사령관인 라디슬라브 크르스티치 소장을 집단학살 혐의로 유죄 판결했다. 스릅스카 공화국의 많은 다른 정치 지도자와 VRS 장교는 1992년~1995년 보스니아 전쟁 중 저지른 전쟁 범죄와 인도에 반한 죄로 헤이그 재판소에 의해 기소, 재판 및 유죄 판결을 받았다.
2006년 스릅스카 공화국 정부에 따르면 스레브레니차 집단학살에만 관련된 약 28,000명의 인물 명단이 공개되었다. 이 중 책임이 있다고 알려진 892명은 여전히 스릅스카 공화국 지방 정부 직책을 맡고 있다. 모든 전쟁 범죄 용의자에 대한 체포 및 재판은 계속 진행 중이며, 그들의 재판은 새로 설립된 보스니아 헤르체고비나 전쟁 범죄 재판소에서 열릴 예정이다. 모든 전쟁 범죄 용의자에 대한 재판은 앞으로 수년 동안 지속될 것으로 예상된다.
헤이그의 국제 재판관이 1995년 스레브레니차에서 거의 8,000명의 무슬림을 살해한 사건에서 보스니아 세르브계 군대가 집단학살을 저질렀다고 판결한 지 이틀 후, "스릅스카 공화국 정부는 비세르브인에게 저지른 범죄에 대해 깊은 유감을 표명하며 보스니아 내전 중 이 범죄에 가담한 모든 사람들을 규탄한다"는 성명이 발표되었다.

#### 논란

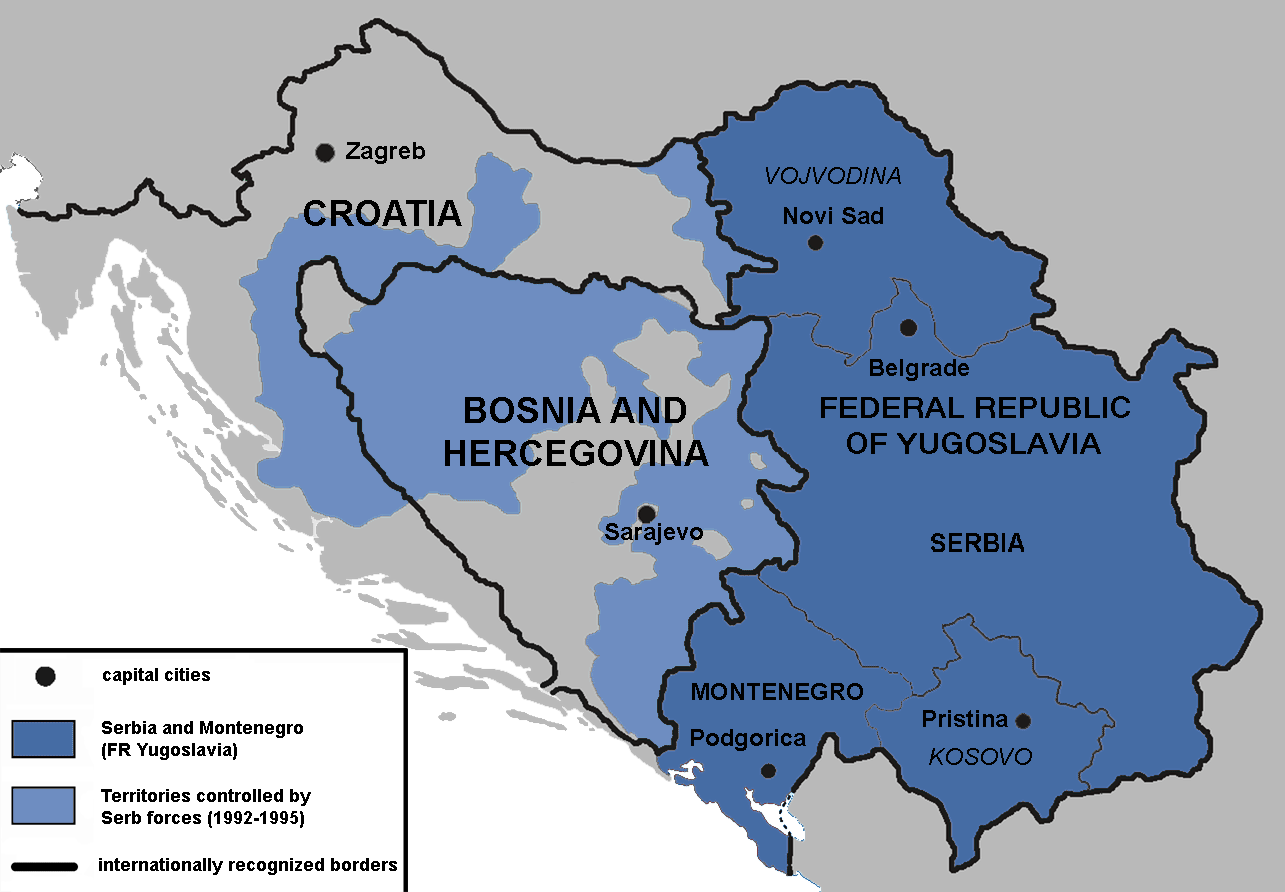
스릅스카 공화국군과 세르브 크라이나군이 통제했던 영토

1992년 5월부터 1993년 1월 사이에 나세르 오리치 지휘 하의 보슈냐크 군대는 스레브레니차 주변 지역의 수십 개의 세르비아 마을을 공격하고 파괴했다. 증거에 따르면 세르브인들이 고문당하고 절단당했으며, 다른 사람들은 집이 불태워질 때 산 채로 불탔다. 세르브인들이 상당한 사상자를 겪었다는 것은 확인되었지만, 그 정확한 성격과 숫자는 논란의 대상이 되어왔다. 극우 민족주의 정당인 세르비아 급진당은 이러한 사상자를 정치적 목적으로 사용하고 1995년 7월 보슈냐크인에 대한 범죄를 정당화하는 수단으로 사용했다. 2005년, ICTY 검찰청(OTP)은 세르비아 당국이 주장하는 1992년 5월부터 1995년 3월까지 이 지역에서의 세르브인 사망자 수가 1,400명에서 3,500명으로 증가했으며, 이는 "현실을 반영하지 않는다", 특히 모든 사상자를 "희생자"로 분류하는 것은 그렇다고 밝혔다. 연구에 따르면 민간인 사상자에 비해 군인 사상자 수가 높다. 사라예보에 본부를 둔 비정당 기관인 조사 및 기록 센터는 브라투나츠 지자체에서 세르브인 사상자가 민간인 119명과 군인 424명에 달했다고 밝혔다. 일부 세르브계 소식통은 안전 구역 설립 이전 기간의 사상자와 손실이 스레브레니차에 기반을 둔 보슈냐크인에 대한 세르브인에 대한 복수 요구의 원인이 되었다고 주장한다. ARBiH의 습격은 1995년 7월 집단학살의 핵심 동기로 제시된다.

## 군사
스릅스카 공화국군(VRS)은 1992년 5월 12일, 1992년 초 보스니아 헤르체고비나가 분리 독립한 전 유고슬라비아 사회주의 연방공화국의 유고슬라비아 인민군(JNA) 잔존 병력으로 창설되었다. 보스니아 전쟁이 발발했을 때 JNA는 공식적으로 세르브계 보스니아인 병사 8만명을 전역시켰다. 전역한 병사는 중화기를 소지하도록 허용되었으며, 새로 창설된 스릅스카 공화국군의 중추를 형성했다. 정교회 국가 출신의 자원병도 있었다. ICTY에 따르면, 스릅스카 공화국군(VRS)을 위해 싸운 러시아, 그리스, 루마니아 출신 자원병은 최소 500명에서 1,500명 이상에 달했다. 기타 다른 추정치는 출처에 따라 다르며, 일부 추정치는 529명에서 614명이고, 다른 추정치는 정교회 국가 출신 자원병이 1,000명을 훨씬 넘는다고 주장한다. VRS의 최고사령관은 라트코 믈라디치 장군이었다. VRS는 지리를 기반으로 6개 군단으로 조직되었다.

## 경제
전쟁 첫 2년간 스릅스카 공화국은 자체적인 독자 화폐인 스릅스카 공화국 디나르를 발행했다. 이 화폐는 유고슬라비아 디나르에 고정되었다. 세르브인, 크로아티아인, 보슈냐크인 정부 모두 자신이 통제하는 영토에서 자체적인 디나르 화폐를 발행했으며, 작전 자금 조달을 위해 대량의 화폐를 초과 인쇄하여 높은 인플레이션이 발생했다. 스릅스카 공화국의 전자 결제 시스템은 유고슬라비아 공화국 시스템과 통합되었으며, 스릅스카 공화국 중앙은행은 베오그라드의 유고슬라비아 중앙은행의 지점이라고 여겼다. 따라서 유고슬라비아에서 경험한 인플레이션이 스릅스카 공화국으로 옮겨져 초인플레이션이 발생했고 1994년에는 화폐 가치가 결국 붕괴되었다. 유고슬라비아 중앙은행(CBCG)도 스릅스카 공화국과의 거래를 중단하고, 그곳에서 화폐를 상환하는 것을 막았으며 CBCG의 외환 자산 부족으로 인해 더 이상 송금하는 일도 거부했다. 이후 스릅스카 공화국은 자체 화폐를 발행하지 않고 유고슬라비아 화폐를 계속 사용했다. 1999년에는 보스니아 헤르체고비나 태환 마르카를 채택했다.
전쟁으로 인해 실업 문제도 매우 악화되었다. 노동력의 거의 3분의 1이 산업, 광업, 에너지 분야에 있었고, 전전 비농업 실업률은 27%였다. 1996년 유네스코는 스릅스카 공화국의 실업률이 90%에 달한다고 추정했다. 데이턴 협정 서명 이후, 스릅스카 공화국의 경제 회복은 보스니아 헤르체고비나 연방보다 느렸는데, 이는 보스니아에 대한 서방 원조의 2~3%만을 받았기 때문이다. 경제 성장은 전혀 없었다. 인플레이션은 30%였다. 비농업 실업률은 60%였으며, 평균 임금은 60 독일 마르크였고 연금은 33 DM이었다. 정부 지출도 연방보다 훨씬 높았다.

## 교육
1992년~1993년 기간 스릅스카 공화국의 교육 과정은 세르비아 쪽에 더 부합하도록 변경되었다. 역사, 사회, 과학, 역사 및 지리 과목에 대한 조정이 이루어졌으며 종교는 의무 과목이 되었다. 1996년에 교육 부문이 스릅스카 공화국 예산의 6.1%를 차지했다. 중등학교는 90개, 직업 학교는 54개였다. 1993년 7월 23일의 대학교법은 스릅스카 공화국에 바냐루카 대학교와 동사라예보 대학교라는 두 개의 대학교를 관장하는 고등 교육의 법적 설립을 촉진했다. 유네스코는 1996년에 10,000명 이상의 대학생이 있었다고 추정했다.

## 여파

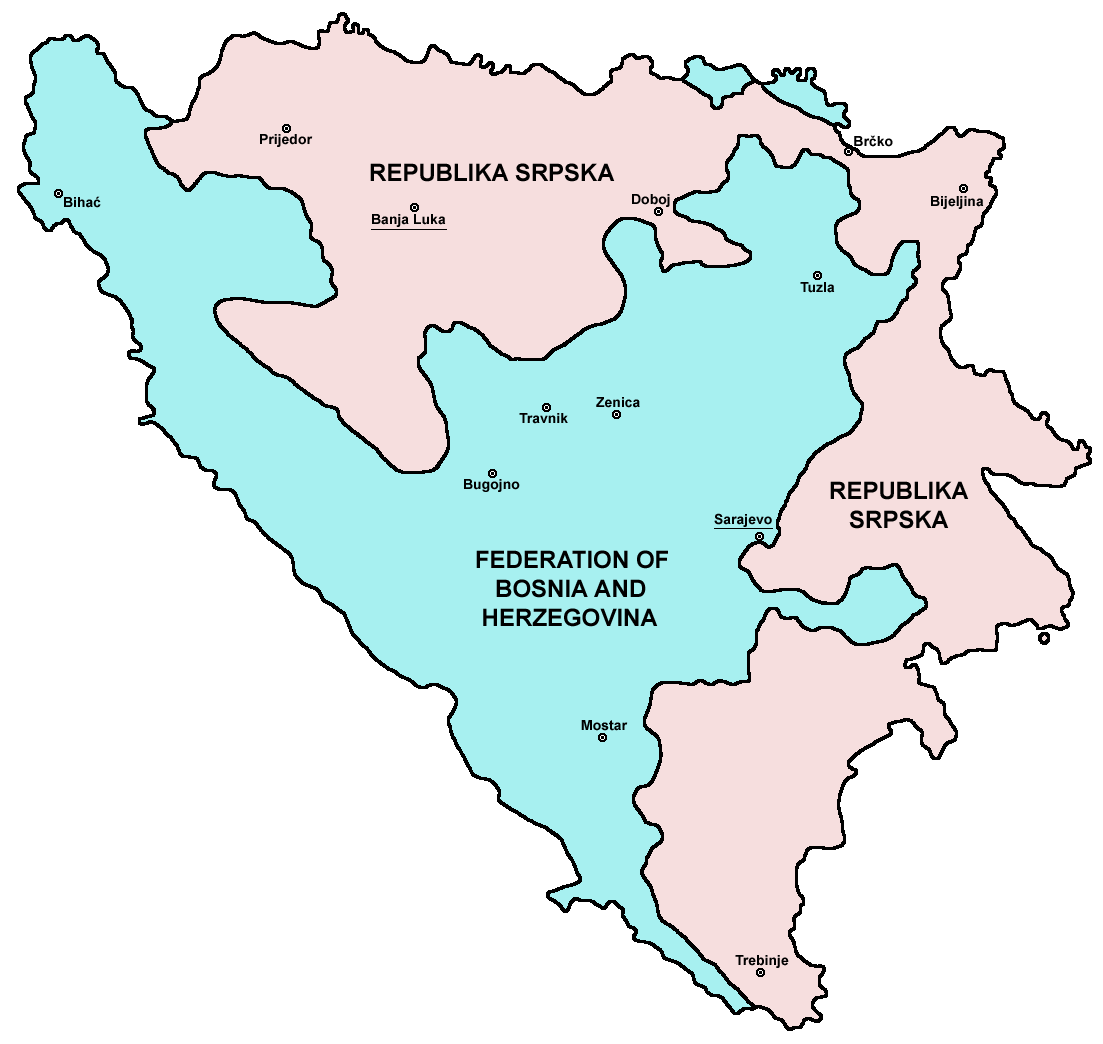
데이턴 협정 이후의 스릅스카 공화국 국경

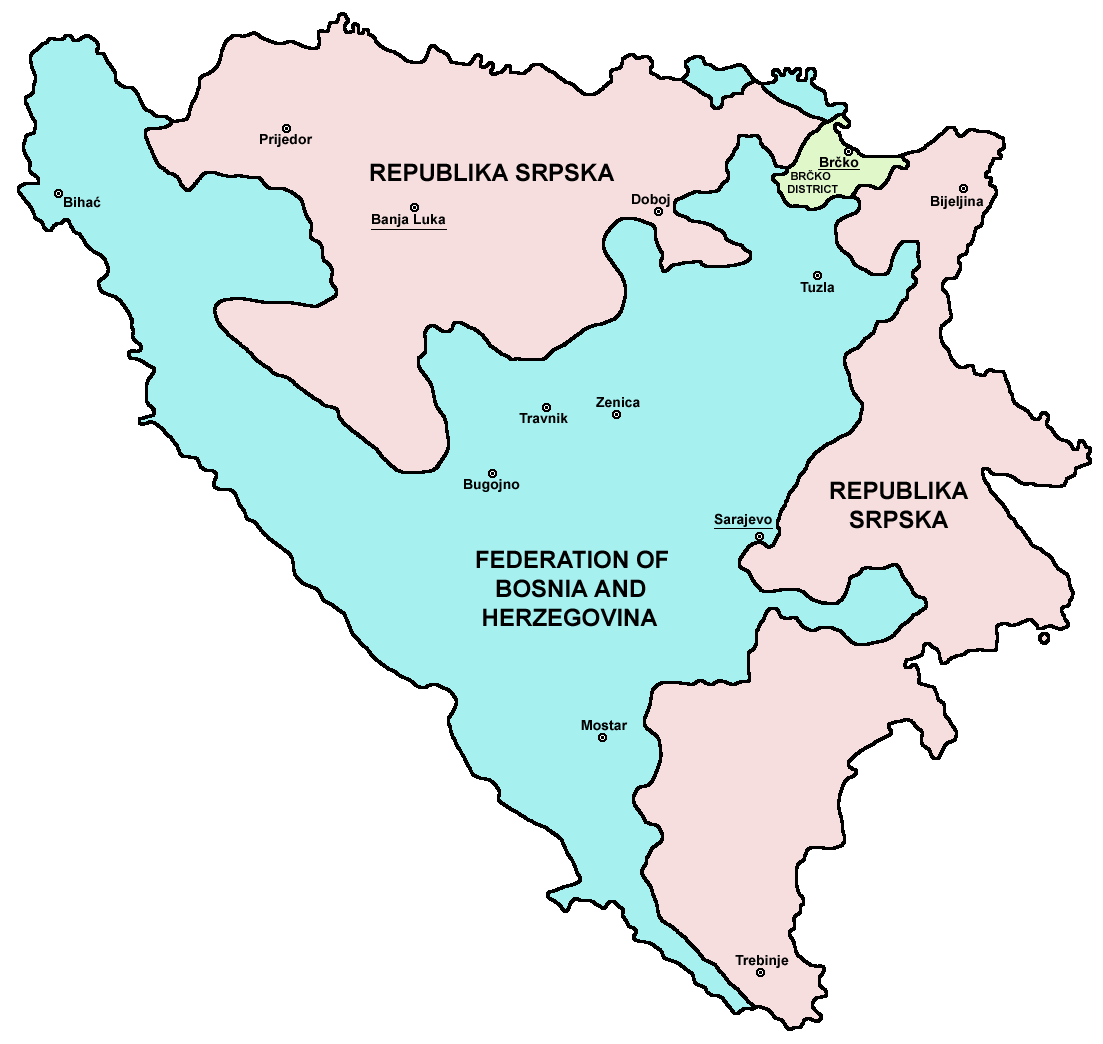
브르치코 행정구 형성 이후의 스릅스카 공화국 국경

1995년 11월 크로아티아, 보스니아 헤르체고비나, 세르비아 대통령은 보스니아 전쟁을 종식시킨 데이턴 협정에 서명했다. 보스니아 헤르체고비나 연방 (FBiH)은 보스니아 헤르체고비나의 두 개 정치체 중 하나로 정의되었으며 영토의 51%를 차지했다. 스릅스카 공화국 (RS)은 나머지 49%를 차지했으며 바냐루카가 수도 역할을 했다.

### 난민
폭풍 작전 (1995년) 종결 이후 거의 200,000명의 세르브인이 크로아티아에서 해외로 도피했으며, 그들 중 상당수는 보스니아, 특히 스릅스카 공화국에 피난처를 찾았다.
데이턴 협정 서명 후 60,000명 이상의 세르브인이 자의로든 강제로든 사라예보와 보스니아 헤르체고비나 연방의 다른 지역을 떠났는데, 특히 영토 조항이 협정에 따라 시행된 이후 더욱 가속화되었다.

### 개혁
전쟁 후, 스릅스카 공화국 정부는 고위대표실 (OHR)을 통해 활동하는 국제사회의 후원 하에 수많은 법률을 통과시켰다. 많은 법률이 전쟁의 문제와 결과에 대처했으며, 비세르브인이 "자발적으로" 자신의 재산을 스릅스카 공화국에 넘기도록 요구하는 불공정한 계약의 무효화와 같이 전쟁 중 빼앗긴 부동산 및 사업을 포함한 문제들을 해결하는 데 기여했다.
스릅스카 공화국의 사회적 특성을 단일 민족에서 다민족 공동체로 변경하고 보슈냐크인과 크로아티아인을 스릅스카 공화국의 구성 민족으로 포함시키기 위해 많은 헌법 개정도 이루어졌다. 스릅스카 공화국 정부는 전쟁 중 변경되었던 일부 도시의 이름을 다시 원래대로 변경했다. 대부분의 변경은 민족 청소의 영향을 철회하고 난민의 귀환을 허용하기 위해, 그리고 이 지역에서 발생했던 수많은 인권 침해 보고에 대한 대응으로 이루어졌다.
하지만 대부분의 변경은 백만 명 이상의 난민 귀환에 거의 영향을 미치지 않았다. 귀환자에 대한 협박은 매우 흔했고, 2001년 페르하디야 모스크 폭동의 경우처럼 때때로 폭력적인 폭동으로 비화되기도 했다. 결과적으로 스릅스카 공화국에 대한 견해는 보스니아 헤르체고비나 내의 다양한 민족 집단마다 다르다. 세르브인에게 스릅스카 공화국은 이 영토 내에서 그들의 생존과 존재를 보장한다. 반면에 스릅스카 공화국에서 민족 청소를 당한 일부 보슈냐크인에게 이 실체의 창설, 존재, 이름, 휘장이 논란의 대상이다.

### 스레브레니차 보고서
2002년 9월, 스릅스카 공화국 국제형사재판소(ICTY) 관계국은 "스레브레니차 사건 보고서"를 발표했다. 다르코 트리푸노비치가 작성한 이 문서는 많은 보스니아 세르브계 주요 정치인의 지지를 받았다. 이 문서는 전투 중에 1,800명의 보스니아 무슬림 병사들이 사망했고, 추가로 100명은 탈진으로 사망했다고 결론지었다. "개인적인 복수심이나 국제법에 대한 지식 부족으로 보스니아 세르브인에게 무슬림 병사의 수는 아마 100명 정도일 것이다... 이러한 사건이 개별적인 사례였는지 여부를 정확하고 명확하게 규명하기 위해 가해자의 이름을 밝히는 것이 중요하다." 국제위기감시기구와 유엔은 이 보고서에서 자신의 성명이 조작되었다고 비판했다.
2004년, 국제사회의 고위대표 패디 애시다운은 스릅스카 공화국 정부에 사건 조사를 위한 위원회를 구성하도록 했다. 위원회는 2004년 10월에 보고서를 발표했으며, 스레브레니차에서 실종되거나 사망한 사람의 확인된 이름 8,731명(1995년 7월 10일에서 19일 사이에 7,793명, 그 후 938명)이 포함되었다.
위원회 보고서의 내용은 세르브 민족주의자에게 이의가 제기되고 있는데, 그들은 고위대표의 강한 압력을 받았다고 주장하며, 세르브인을 면책시킨 이전 스릅스카 공화국 정부 보고서가 기각되었음을 근거로 들었다. 그럼에도 불구하고 스릅스카 공화국의 대통령인 드라간 차비치는 텔레비전 연설에서 세르브군이 국제법을 위반하여 수천 명의 민간인을 살해했음을 인정하며, 스레브레니차가 세르브 역사에서 어두운 장이라고 단언했다.
2004년 11월 10일, 스릅스카 공화국 정부는 공식 사과 성명을 발표했다. 이 성명은 스레브레니차 위원회의 보고서에 대한 정부 검토 후에 나왔다. "보고서는 1995년 7월 스레브레니차 지역에서 엄청난 범죄가 저질러졌음을 분명히 한다. 보스니아 세르브인 정부는 스레브레니차 희생자 가족의 고통을 함께하며, 비극에 대해 진심으로 미안하고 사과한다"고 보스니아 세르브 정부는 말했다.
2010년 4월, 스레브레니차에서 저질러진 범죄를 규탄하는 결의안이 스릅스카 공화국 정당 대표들의 요구로 거부되었다.
2010년 4월, 스릅스카 공화국 총리인 밀로라드 도디크는 2004년 보고서의 수치가 과장되었고 보고서가 전 평화 특사의 뜻으로 조작되었다고 말하며 보고서의 재검토를 시작했다. 고위대표실은 이에 대해 "스릅스카 공화국 정부는 생존자에게 정서적 고통을 가하고 역사를 왜곡하며 국가의 대중 이미지를 훼손하기보다는, 결론을 재고하고 사실과 법적 요구사항에 부합하게 행동해야 한다"고 밝혔다.

## 참고 문헌
- Churchill, Stacy; Chang, Gwang-Chol; Dyankov, Alexander; Kolouh-Westin, Lidija; Uvalic-Trumbic, Stamenka (1997). “Review of the education system in the Republika Srpska, Bosnia and Herzegovina”. 《unesco.org》. United Nations Educational, Scientific and Cultural Organization (UNESCO).
- Burg, Steven L.; Shoup, Paul S. (1999). 《The War in Bosnia-Herzegovina: Ethnic Conflict and International Intervention》 2판. M.E. Sharpe. ISBN 978-0-7656-3189-3.
- Trbovich, Ana S. (2008). 《A Legal Geography of Yugoslavia's Disintegration》. Oxford University Press, US. ISBN 978-0-19-533343-5.